# Alaska Permanent Fund
Alaska Permanent Fund é uma empresa estatal, com sede em Juneau, que gerencia os ativos do Fundo Permanente do Alasca e outros fundos designados por lei, como o Fundo Fiduciário de Saúde Mental do Alasca fundada em 1976 por Jay Hammond.